# Систолическое неравенство

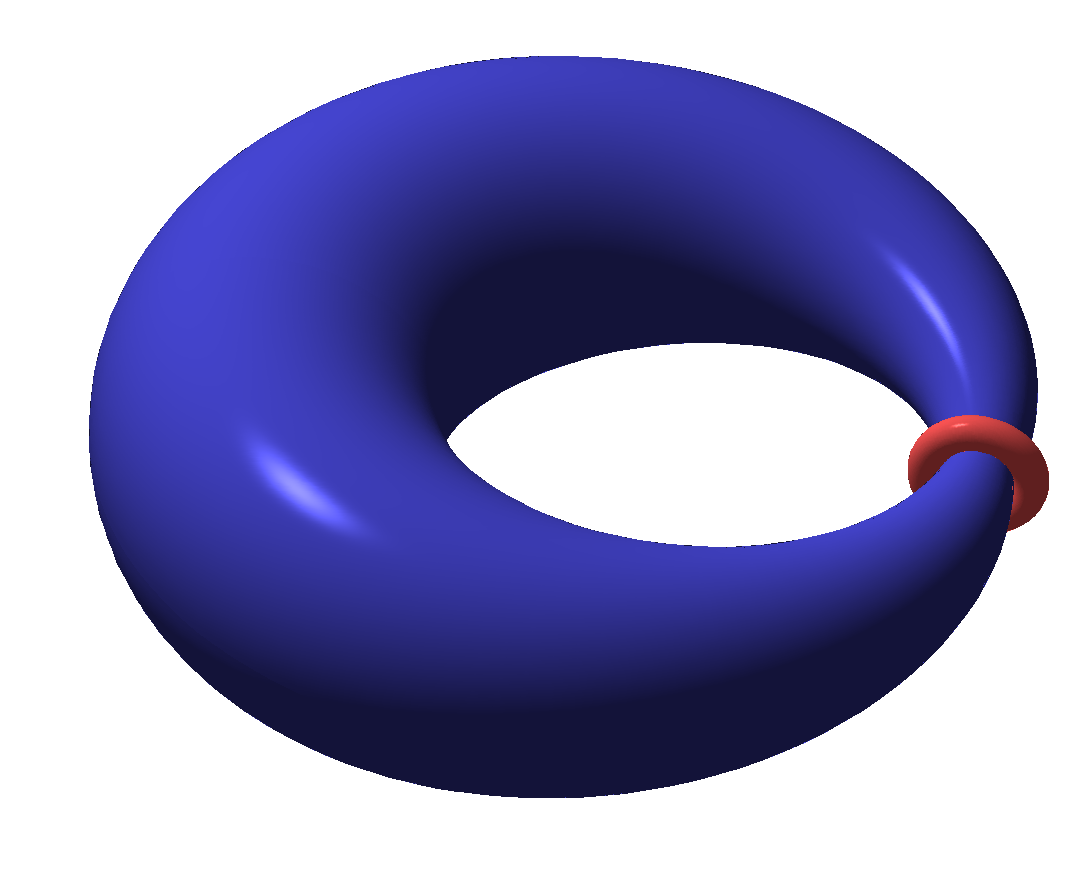
Систола тора.

Систолическое неравенство — неравенство следующего вида
{\displaystyle \operatorname {sys} M\leqslant c_{n}\cdot {\sqrt[{n}]{\operatorname {vol} M}},}
где {\displaystyle M} есть замкнутое {\displaystyle n}-мерное риманово многообразие в определённом классе, {\displaystyle \operatorname {sys} M} — длина кратчайшей нестягиваемой замкнутой кривой на {\displaystyle M} (так называемая систола {\displaystyle M}) и {\displaystyle \operatorname {vol} M} — его объём.
Как определённый класс обычно берётся топологический тип многообразия, но иногда рассматриваются, например, класс римановых многообразий конформно эквивалентных данному.
Для многих топологических типов многообразий, например для произведения сферы и окружности {\displaystyle \mathbb {S} ^{2}\times \mathbb {S} ^{1}} систолическое неравенство не выполняется — существуют римановы метрики на {\displaystyle \mathbb {S} ^{2}\times \mathbb {S} ^{1}} с произвольно малым объёмом и произвольно длинной систолой.

## Примеры
- Неравенство Левнера[англ.] — оптимальное систолическое неравенство для двумерного тора {\displaystyle \mathbb {T} ^{2}} с константой {\displaystyle {\tfrac {\sqrt {2}}{\sqrt[{4}]{3}}}}.
- Неравенство Пу — оптимальное систолическое неравенство для вещественной проективной плоскости {\displaystyle \mathbb {R} \mathrm {P} ^{2}} с константой {\displaystyle {\sqrt {\tfrac {\pi }{2}}}}.
- Оптимальная константа известна также для бутылки Кляйна; она равна {\displaystyle {\tfrac {\sqrt {\pi }}{2^{3/4}}}}.[1]
- Систолическое неравенство выполняется для метрик конформно эквивалентных канонической метрике на торе и проективного пространства всех размерностей. Более того равенство достигается для канонической метрики.
- Неравенство Громова для существенных многообразий[2]
{\displaystyle \operatorname {sys} M\leqslant c_{n}\cdot {\sqrt[{n}]{\operatorname {vol} M}},}
  - В частности систолическое неравенство выполняется для всех замкнутых поверхностей кроме сферы, а также торов и проективных пространстве всех размерностей.
  - Известно, что оптимальная константа {\displaystyle c_{n}} не превосходит {\displaystyle {\sqrt[{n}]{n!}}={\tfrac {n}{e}}+o(n)}.[3]
  - Пример проективного пространства с канонической метрикой даёт нижнюю оценку на {\displaystyle c_{n}}, которая растёт как  {\displaystyle {\sqrt {n}}}; возможно это и есть оптимальная константа.